# Akira Takayanagi
Akira Takayanagi es un deportista japonés que compite en vela en la clase 470. Ganó una medalla de plata en el Campeonato Mundial de 470 de 2018.

## Palmarés internacional
| \| Campeonato Mundial \| Campeonato Mundial \| Campeonato Mundial \| Campeonato Mundial \| \| Año \| Lugar \| Medalla \| Clase \| \| ------------------ \| ------------------ \| ------------------ \| ------------------ \| \| 2018 \| Aarhus (Dinamarca) \| Medalla de plata \| 470 \| |                    |                  |       |
| Campeonato Mundial |                    |                  |       |
| Año | Lugar              | Medalla          | Clase |
| 2018 | Aarhus (Dinamarca) | Medalla de plata | 470   |